# 73

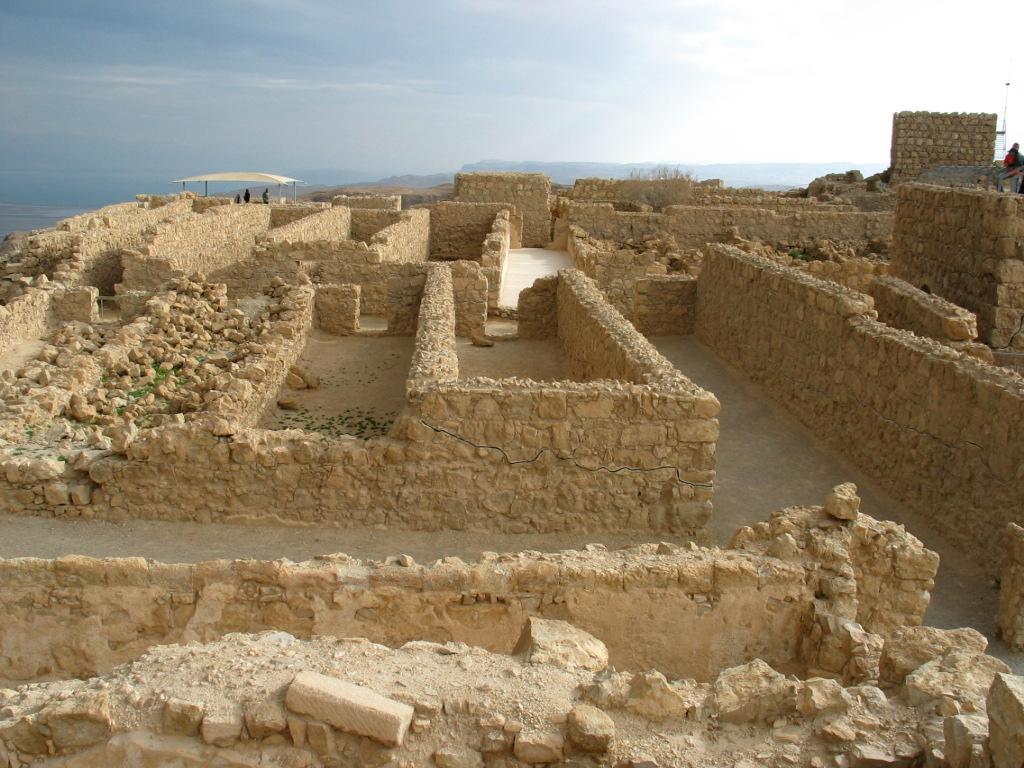
Massada

Het jaar 73 is het 73e jaar in de 1e eeuw volgens de christelijke jaartelling.

## Gebeurtenissen

### Palestina
- 15 april - In Judea wordt de citadel van Massada ten zuiden van de Dode Zee, door het Romeinse leger (Legio X Fretensis) onder bevel van Lucius Flavius Silva veroverd. De Zeloten (960 mannen, vrouwen en kinderen) plegen na een korte belegering massaal zelfmoord.

### China
- Keizer Han Mingdi verovert na een moeizame veldtocht, de meeste westelijke staten in Oost-Turkestan (huidig Sinkiang).